# Filipp Andrejewitsch Maljawin

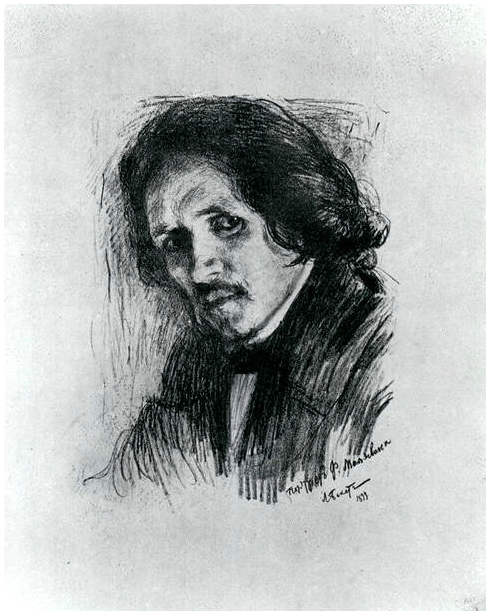
Filipp Maljawin, Porträt von Léon Bakst

Filipp Andrejewitsch Maljawin (russisch Филипп Андреевич Малявин, wiss. Transliteration Filipp Andreevič Maljavin; * 10.jul. / 22. Oktober 1869greg. in der Siedlung Kasanka, Gouvernement Samara; † 23. Dezember 1940 in Nizza) war ein russischer Maler.

## Leben
Filipp Maljawin wurde 1869 in einer kinderreichen Bauernfamilie geboren. 1885 ging er ins orthodoxe Kloster des Heiligen Panteleimon auf dem Berg Athos in Griechenland und lebte dort bis 1891 als Mönch. Er lernte und arbeitete in der klostereigenen Ikonenmalerwerkstatt. Der Bildhauer Wladimir A. Beklemischew, der das Kloster besuchte, sah Maljawins Arbeiten und lud ihn zu sich nach Sankt Petersburg ein.
Ab 1892 besuchte Maljawin als Gasthörer die Malereiabteilung der Petersburger Akademie der Künste. 1894, als der Maler Ilja Repin an der Akademie ein Atelier eröffnete, studierte Maljawin dort mit Künstlern wie Igor Grabar, Konstantin Somow und Anna Ostroumowa. 
Im Jahr 1900 reist Maljawin nach Frankreich, wo sein Bild Lachen (Смех) auf der Weltausstellung in Paris gezeigt und mit einer Goldmedaille ausgezeichnet wird. Das Gemälde wurde später in Italien ausgestellt und von der Italienischen Regierung für die Venezianische Akademie erworben.
Nach seiner Rückkehr nach Russland lebt Maljawin hauptsächlich auf einem Hof nahe dem Dorf Axinjino bei Rjasan. Im ersten Jahrzehnt des 20. Jahrhunderts beteiligt er sich an Ausstellungen der Genossenschaft der Wanderaussteller (Товарищество передвижников). 1906 zeigt er bei einer Ausstellung der Vereinigung Welt der Kunst (Мир искусства) sein Bild Wirbelsturm (Вихрь). Später wird er Mitglied der Union russischer Künstler (Союз русских художников).
Nach der Oktoberrevolution zieht Maljawin 1920 nach Moskau. 1922 fährt er erneut nach Frankreich, um dort eine Ausstellung auszurichten. Er lässt sich dort nieder und kehrt nicht mehr in die Sowjetunion zurück. 1924 zeigt er sehr erfolgreich seine Werke in der Pariser Galerie Charpentier. 
Viele seiner Arbeiten, die im Ausland entstehen, haben nach wie vor einen thematischen Bezug zu Maljawins russischer Heimat. In den 1930er Jahren stellt Maljawin seine Bilder in verschiedenen europäischen Ländern aus. Er zieht von Paris nach Nizza.
Zu Beginn des Zweiten Weltkrieges, in dem Moment als die nazideutschen Truppen in Belgien einmarschieren, hält sich Maljawin in Brüssel auf. Er wird von den deutschen Besatzern festgenommen und der Spionage beschuldigt, jedoch bald entlassen. Zu Fuß schlägt er sich in den Wirren des Krieges nach Nizza durch, was seine Gesundheit arg strapaziert. Am 23. Dezember 1940 stirbt Filipp Andrejewitsch Maljawin in Nizza.